# Állatrendszertan
Az állatrendszertan az állatok rendszerezésével foglalkozó tudomány.
Két részterülete a 
- zooszisztematika, amely az evolúciós rokonsági viszonyok feltárásával és a csoportképzés kérdéseivel foglalkozó tudomány, valamint a
- zootaxonómia, amely a ma létező és kihalt állatfajok „leltározásával”, leírásával (descriptio) és elnevezésével (nomenclatura) foglalkozó biológiai segédtudomány, legszűkebb értelemben a zooszisztematika segédtudománya.

Fontosabb  rendszertani kategóriái, a nagyobbaktól az alsóbb kategóriákig haladva:

Birodalom – Ország – Alország – Törzs – Altörzs – Osztály – Alosztály – Rend – Alrend – Öregcsalád – Család – Alcsalád – Nemzetség – Nem – Faj – Alfaj
Példa erre a felbontásra:                                                                   
| Ország:    | Állatok (Animalia)            |
| Alország:  | Valódi szövetesek (Eumetazoa) |
| Főtörzs:   | Laposféregszerűek (Platyzoa)  |
| Törzs:     | Laposférgek (Platyhelminthes) |
| Osztály:   | Galandférgek (Cestoda)        |
| Alosztály: | Eucestoda                     |
| Rend:      | Litobothriidea                |
| Család:    | Litobothriidae                |
| Nem:       | Litobothrium Dailey, 1969     |
| Faj:       | L. amsichensis                |

| Ország:      | Állatok (Animalia)       |
| Törzs:       | Gerinchúrosok (Chordata) |
| Altörzs:     | Gerincesek (Vertebrata)  |
| Osztály:     | Emlősök (Mammalia)       |
| Rend:        | Főemlősök (Primates)     |
| Család:      | Emberfélék (Hominidae)   |
| Nemzetség:   | Hominini                 |
| Alnemzetség: | Hominina                 |
| Nem:         | Ember (Homo)             |

## Az állatrendszertani nevek képzése (zootaxonómiai nomenklatúra)
Az állatrendszertanban használt taxonneveket általában latin, ógörög vagy más eredetű szavakból, de többé-kevésbé a latin nyelv szabályaihoz igazodva képezzük. A fajneveknek és az úgynevezett „koordinált kategóriák” (öregcsalád, család, alcsalád, nemzetség, nem, faj, alfaj) taxonneveinek általában latin vagy latinosított formában kell állniuk. A taxonnevek általában egy szóból állnak (uninomen), kivétel a faj (species) neve, amely egy jelzett szóból (főnév) és egy jelzőből (melléknév) áll (kéttagú tudományos név vagy binomen), továbbá az alfaj (subspecies) neve amely egy főnévből és két melléknévből áll (háromtagú tudományos név vagy trinomen). A taxonómiai neveket a faji és alfaji melléknevek kivételével nagybetűvel írjuk. Az ókori és középkori latintól eltérően a faji és alfaji jelzőket akkor is kisbetűvel írjuk, ha azokat tulajdonnevekből képeztük. A taxonómiai nevek szerves része (és a szövegben első említéskor fel is kell tüntetni), az adott nevet először leíró személyre való hivatkozás. Ez a hivatkozás úgy történik, hogy a faj neve után feltüntetjük a szerző (Auctor) vezetéknevét és az első leírás évszámát.
A névadások és névhasználat pontos szabályait a Zoológiai Nevezéktan Nemzetközi Kódexe (ICZN) szabályozza. A fajok kéttagú nevei eredetileg (és logikailag) alapvető meghatározások, amelyek megadják az adott fajhoz legközelebb álló típusfaj nemének (genus) nevét (genus proximalis), és az adott típusfajtól való fajlagos eltérést kifejező jelzőt (differentia specifica).'' Ez az eredeti jelentéstartalom ma már általában nem érvényesül. Ennek ellenére az utolsó Kódex megjelenése előtt a melléknevet a főnévvel nemben (nyelvtani genus) számban (numerus) és esetben (casus) egyeztetni kellett, még akkor is ha a főnév és/vagy a melléknév önmagában jelentés nélküli betűsor.
A nem (genus) neve alapértelmezésben egyes szám alanyesetben (singularis nominativus) áll, ezért a melléknevet legtöbbször csak nemben kell egyeztetni (az is egyes szám alanyesetben áll). A személyről elnevezett fajnév hagyományosan egyes szám birtokosesetben (singularis genitivus) áll. (Például: a Dudich Endréről elnevezett furcsapoloska latin neve: Alienates dudichi (szó szerint Dudich furcsapoloskája)). A fentiektől gyakran eltérések, kivételek lehetnek, különösen így van ez a latinul ragozott ógörög szavaknál. (Például a II. declinatio szerint ragozott -eus végű neveknél singularis genitivusban -i helyett -os állhat, amely a görög ragozás maradványa.)
Fajnévként nem csak egyszerű mellékneveket, hanem szóképzéssel vagy szóösszetétellel kapott szavakat is használhatunk.
Az egytagú nevek végződései a koordinált kategóriák esetén rögzítettek:
- Rend (ordo): -formes (-alakúak)
- Alrend (subordo): -i (-alkatúak)
- Részalrend (parvordo): -ida
- Öregcsalád (superfamilia): -oidea (-szerűek)
- Család (familia): -idae (-félék)
- Alcsalád (subfamilia): -inae  (-formák)
- Nemzetség (tribus): -ini (-rokonúak)
- Alnemzetség (subtribus): -ina

## Az állatvilág tudományos rendszerezése (zooszisztematika)
Az állatvilág rendszerezése és ezzel összefüggésben a különböző taxonómiai kategóriák helye és alkalmazása még nem kiforrott. Jelenlegi ismereteink szerint a zootaxonómia által elsődlegesen leírt és elnevezett formális fajok (taxonómiai vagy nominális fajok) száma kb. 1,9 millió. Ezen kvázi-fajok több mint 95%-áról semmilyen érdemi tudományos ismerettel nem rendelkezünk a nevezéktani szempontból fontos primer fajleírásuk és esetleg néhány határozókulcsban vagy faunisztikai listában való szereplésükön kívül. Ezen fajok többségéről mint valódi biológiai entitásról beszélni egyelőre komolytalan. Az olyan állatfajok száma, amelyről egy szakértő biológus 10 percnél hosszabb ideig tudna érdemben (tehát nem nevezéktani, külső morfológiai, faunisztikai vagy tudománytörténeti vonatkozásban) beszélni, 10 000 alattira becsülhető. A valóban jól ismert állatfajok száma (tehát amelyekről már ismeretterjesztő könyvet is érdemes írni) néhány száz körülire tehető. Az összes széles körben tanítható szintű biológiai ismereteinknek (tehát amivel közép- és felsőfokú biológiai tankönyveinket megtöltjük) több mint 90%-a kevesebb mint 50 állat-, növény-, gomba- és mikrobafaj ismeretén alapul.

### Arisztotelész rendszere
Az állatok első tudományos rendszerezője Arisztotelész volt. Az állatok rendszere az ő álláspontja szerint:
- Piros vérű állatok (gerincesek)
  - Elevenszülők (emlősök)
  - Tojást tojó tollas kétlábúak (madarak)
  - Tojást tojó tollatlan csúszómászók és kétéltűek (kétéltűek és hüllők)
  - Halak
- Piros vér nélküliek (gerinctelenek):
  - Lágytestűek (polipok, kalmárok)
  - Lágyhéjúak (rákok)
  - Ízeltek (rovarok és pókok)
  - Páncélosbőrűek (csigák, kagylók, tüskésbőrűek)

Arisztotelész ezen rendszere, bár mai szemmel kissé naivnak tűnhet, jelentősen megelőzte korát. Később a rómaiaktól a középkor végéig ennél sokkal rosszabb rendszerezést tanítottak (főként Pliniusra hivatkozva). Ebben az időben egyszerűen szárazföldi, vízi és repülő állatokról beszéltek.

### Linné rendszere
A modern állatrendszertan nyitányát Carl von Linné (Carolus Linnaeus) „Systema Naturae…” kezdetű műve jelenti, amelynek 1758-ban megjelent 10. kiadását tekintjük a zoológiai nevezéktan induló dátumának. (Az ezt megelőzően keletkezett állatneveket a Zoológiai Nevezéktan Nemzetközi Kódexe szerint az elsőbbség elve (lex prioritas) szempontjából nem kell figyelembe venni.)
Linné az állatok országát a következő csoportokra osztotta:
1. Mammalia (emlősök)
2. Aves (madarak)
3. Amphibia (itt kétéltűek és hüllők)
4. Pisces (halak)
5. Insecta (itt ízeltlábúak)
6. Vermes (férgek)

### Hagyományos rendszer
A magyar iskolákban manapság is ezt tanítják.
- törzs: Szivacsok
- törzs: Csalánozók
  - osztály: hidraállatok
  - osztály: kehelyállatok
  - osztály: virágállatok
  - osztály: kockamedúzák

főtörzs: ŐSSZÁJÚAK
- törzs: Laposférgek
  - osztály: örvényférgek
  - osztály: szívóférgek
  - osztály: galandférgek
- törzs: Fonálférgek
- törzs: Gyűrűsférgek
  - osztály: kevéssertéjűek
  - osztály: soksertéjűek
  - osztály: nadályok (piócák)
- törzs: Puhatestűek
  - osztály: csigák
  - osztály: kagylók
  - osztály: fejlábúak (lábasfejűek)
- törzs: Ízeltlábúak
  - osztály: ezerlábúak
  - osztály: százlábúak
  - osztály: pókszabásúak
    - rend: pókok
    - rend: skorpiók
    - rend: atkák

  - osztály: rákok
  - osztály: rovarok
    - rend: szárnyatlan rovarok
    - rend: szárnyas rovarok

főtörzs: ÚJSZÁJÚAK
- törzs: Tüskésbőrűek
  - osztály: tengerisünök
  - osztály: tengericsillagok
  - osztály: tengeriuborkák
  - osztály: tengerililiomok
- törzs: Előgerinchúrosok
  - osztály: zsákállatok
- törzs: Fejgerinchúrosok
- törzs: Gerincesek
  - osztály: porcos halak
  - osztály: csontos halak
  - osztály: kétéltűek
  - osztály: hüllők
  - osztály: madarak
  - osztály: emlősök

A lista nem teljes.

### Egy modern filogenetikus rendszer
Linné rendszere az akkori és mai közgondolkodást, sőt részben még a képzett biológusok mindennapi gondolkodását is alapvetően áthatja. Napjainkban a különböző rendszertani iskolák különböző szintű csoportokat tekintenek törzseknek (például gerinchúrosok vagy gerincesek, ízeltlábúak vagy rágósok vagy légcsövesek…). Az alábbi ezek közül egy lehetséges változat. Az állatokat az egyik újabb filogenetikus osztályozás szerint az alábbi főbb taxonokba sorolják:
(Álszövetes állatok (Parazoa vagy Acoela) parafiletikus csoport, korábban alország)

(Korábban a szivacsokat és a korongállatkákat együttesen az álszövetes állatok (Parazoa) alországába sorolták, újabb kutatások szerint azonban a csoport parafiletikus, ezért nem képezhet taxont. Egyesek a szivacsokat és a korongállatkákat nem is az állatok országába sorolják, hanem független evolúciós oldalágaknak tartják.)
- törzs: Szivacsok (Porifera)
- törzs: Korongállatkák (Placozoa)

Valódi szövetes állatok (Eumetazoa) alország
- főtörzs: Sugaras szimmetriájú állatok (Radiata) korábbi néven Űrbelűek (Coelentera) csoport

- törzs: Csalánozók (Cnidaria)
- törzs: Bordásmedúzák (Ctenophora)

Kétoldali szimmetriájú állatok (Bilateria) csoport
Ősszájúak (Protostomia) csoport
Spirálisan barázdálódó állatok (Spiralia) csoport
Laposféregszerűek (Platyzoa) csoport
- törzs: Laposférgek (Platyhelminthes)
- törzs: Kerekesférgek (Rotatoria)
- törzs: Buzogányfejű férgek (Acanthocephala)
- törzs: Csillóshasúak (Gastrotricha)

Tapogatós-csillókoszorús állatok (Lophotrochozoa) csoport
- törzs: Puhatestűek (Molluscula)
- törzs: Gyűrűsférgek (Annelida)
- törzs: Zsinórférgek (Nemertea)
- törzs: Nyelesférgek (Entoprocta)
- törzs: Fecskendőférgek (Sipuncula)
- törzs: Ormányosférgek (Echiura)
- törzs: Pörgekarúak (Brachiopoda)
- törzs: Mohaállatok (Bryozoa)
- törzs: Csöves tapogatósok (Phoronida)

- főtörzs: Vedlő állatok (Ecdysozoa)

- törzs: Övesférgecskék (Kinorhyncha)
- törzs: Farkosférgek (Priapulida)
- törzs: Fonálférgek (Nematoda)
- törzs: Húrférgek (Nematomorpha)
- törzs: Karmos féreglábúak (Onychophora)
- törzs: Medveállatkák (Tardigrata)
- törzs: Ízeltlábúak (Arthropoda)

- főtörzs: Újszájúak (Deuterostomia)

- törzs: Nyílférgek (Chaetognatha)
- törzs: Félgerinchúrosok (Hemichordata)
- törzs: Tüskésbőrűek (Echinodermata)
- törzs: Gerinchúrosok (Chordata)
  - altörzs: Előgerinchúrosok (Urochordata)
  - altörzs: Fejgerinchúrosok (Cephalochordata)
  - altörzs: Gerincesek (Vertebrata)

### Testüregek szerinti felosztás
Más vélemények szerint az ős- és újszájú elhatárolás még a fenti szűkebb értelemben is idejétmúlt, ehelyett a kétoldali részarányosokat
- Acoelomata (testüreg nélküliek)
- Archicoelomata (őstestüregesek)
- Eucoelomata (valódi testüregesek)
- Enterocoelomata (hármas testüregűek)

csoportokba lehet tagolni.
Ezen csoportok közül az Enterocoelomata közel azonos tartalmú az újszájúak (Deuterostomia) fogalmával, de ide tartoznak még a pörgekarúak (Brachiopoda), mohaállatok (Bryozoa), csöves tapogatósok (Phoronida) is.
Az Eucoelomata az ősszájúak egy részének felel meg, a puhatestűeket (Mollusca), az elő-gyűrűsférgeket (Gephyrea) és a szelvényeseket (Articulata) foglalja magában.
Az Archicoelomata csoportjai a laposférgek (Platihelminthes), a zsinórférgek (Nemertinea), a nyelesférgek (Kamptozoa=Entoprocta), a fonálférgek (Nematoda), a csillóshasúak (Gastotricha), a kerekesférgek (Rotatoria), a húrférgek (Nematomorpha), az övesférgek (Kinorhyncha), a buzogányfejű férgek (Acanthocephala) és a farkosférgek (Priapulida) törzsei.

## A rendszerezés nehézségei

### A faj fogalma
A rendszerezés legalapvetőbb kategóriáját, a faj fogalmát nehéz, sőt valószínűleg lehetetlen definiálni, annak ellenére, hogy az általános nézet szerint „a faj definiálható és sok esetben kísérleti úton is meghatározható rendszertani alapegység”.
Az első tudományos igényű definíciót valószínűleg Cuvier állította fel: eszerint a faj azon egyedek összessége, melyeknek lényeges bélyegei egyezők, közös őstől származnak, s termékeny utódokat hoznak létre. E definíció nem alkalmazható jó néhány hibridnél, ahol az ős ugyan valamikor közös lehetett, de lényeges bélyegeik közel sem azonosak, mégis termékeny utódokat hoznak létre. Példaként a kukorica említhető, amely két (egyesek szerint három) rokon, de nem azonos faj keverékeként (hibridjeként) jött létre, de termékenységét mégis megőrizte (az egy másik kérdés, hogy önállóan nem képes szaporodni, de magja termékeny).
A mai meghatározás egyszerűbb és pontosabb: a faj azon populációk összessége, melyek genetikailag elszigeteltek más fajoktól. Azaz genetikai információ csak a fajon belül cserélődhet ki és élhet tovább. Nyilvánvaló, hogy a kecskebéka és a krokodil nem keresztezhető. A szamár és a ló is megfelel ennek, mert bár lehet közös utódjuk, az öszvér, de továbbszaporodásra, azaz genetikai információjának továbbadására képtelen. Mégis ezen definíció is hagy elvarratlan szálakat maga után, mert a maga teljes következetességében csak a váltivarú szaporodású fajokra alkalmazható. Például a futógyíkok családjába 64 faj tartozik. Ebből 15 nem tartalmaz hímnemű egyedeket. Ezeknél nemcsak a teljes fajt alkotó populáció elszigetelt a többi fajtól, hanem gyakorlatilag minden egyed felmenői és leszármazottai önálló fajt alkotnak, mivel sosem keveredik a genetikai információ egyetlen  más egyed leszármazási vonalával sem. A genetikailag elszigetelt egyedi leszármazási vonalak mellett a faj mégis felismerhető módon egységes.
A fenti két definíció-meghatározásnál egyértelműbb és kimerítőbb nem létezik a faj fogalmára, ezért el kell fogadnunk, hogy a faj olyan rendszertani egység, amelyik talán nem cserél géneket más fajokkal, de lehet hogy azonos fajon belül sem, két különálló fajnak lehet utódja, amelyik továbbszaporodni is képes, különböző fajok kinézhetnek egymáshoz roppant hasonlóan, de egyetlen faj egyetlen alfaján belül olyan elképesztő eltérések is tapasztalhatók, mint a Homo sapiens sapiens esetében az inuitok és nobaták között. Gyakorlatilag tehát azt kell mondani, hogy a fajokba sorolás afféle közmegegyezés terméke, abszolút módon eddig senkinek sem sikerült megfogalmazni a faj alapvető kritériumait. Pálfy József így fogalmazta meg: az tekinthető fajnak, amit egy elismert és gyakorlott taxonómus annak mond. Ez a meghatározás teljesen lefedi a faj fogalmát.
A faj fogalmának definiálására még a genetikai egyöntetűség sem lehet mértékadó, amíg egzakt módon nem határozható meg, hogy hány százaléknyi eltérés jellemzi a különálló fajokat. A kívánatos egzaktság azonban sosem lesz elérhető, mivel a genetikai információ kicserélődésének lehetősége nem a genom százalékos eltérésén alapszik. Ennek illusztrálására alapvető példa, hogy az emberi faj hihetetlen genetikai homogenitása milyen szélsőséges fenotípusos alkalmazkodásokat enged meg. Az emberiség genetikailag legtávolabb eső egyedei azonban közelebb vannak egymáshoz, mint egy csimpánzcsapat bármely két egyede, a csimpánzok mégis sokkal jobban hasonlítanak egymásra, mint mondjuk a pigmeusok és a svédek. Ehhez persze az is hozzátartozik, hogy a csimpánzok sosem népesítettek be olyan változatos élettereket, mint az ember, így e két faj anatómiai korlátait az evolúció nem tette próbára.
A faj fogalmi bizonytalanságának szemléltetésére még két példa:
- Amerikai rucaöröm (Salvinia molestas), amely ivaros módon egyáltalán nem képes szaporodni, kizárólag vegetatívan, mondhatni klonálisan terjed. Következésképp azt lehet mondani, hogy a faj összes példánya egyetlen egyedet alkot, ellentétben a fentebb említett futógyíkokkal, ahol minden egyed külön faj;
- Vörös farkas, amely alkatilag szinte tökéletesen a szürke farkas és a prérifarkas között áll. Ebből legtöbben azt a következtetést vonták le, hogy a vörös farkas nem önálló faj, hanem a két másik farkasfaj hibridje. Csakhogy ez a hibrid szaporodásképes. Ez pedig azt jelenti, hogy vagy tényleg önálló faj és a másik kettőhöz más módon van köze, vagy ha hibrid, úgy a szürke farkas és a prérifarkas sem önálló fajok, hanem egyetlen faj különböző alfajai, esetleg variációi. Ez is megkérdőjelezi a faj fogalmának általános kritériumait. Ugyanakkor az is felvethető, hogy a hasonlóság azért olyan nagy mértékű, mert mind a szürke farkas, mind a prérifarkas éppenséggel a vörös farkas leszármazottai. Az utódok eltérő élettere egyszerűen magyarázza különbségüket, genetikailag még nem távolodtak el túlságosan az ősfajtól, ezért oda-vissza kereszteződések előfordulhatnak. Ez a verzió is azt a konklúziót hordozza, hogy a három önálló fajként rendszerezett farkasféle valójában egyetlen faj három különböző megjelenési formája, azaz populációja, alfaja vagy variációja. Elegendően hosszú idő múlva talán már nem lesz lehetőség kereszteződésre, ekkortól beszélhetünk definíció szerinti önálló fajokról, majd még hosszabb idő múlva a hibridizáció lehetősége is eltűnik.[4]

A fajok kihalása és átalakulása is rendszerani problémákat vethet fel. Tegyük fel, ismerjük egy ősi faj teljes fejlődési sorozatát adott időponttól a jelen korig. Vajon a folyamatos átalakulásban meddig nevezhetnénk egyetlen fajnévvel? Az első ismert formától máig? Ha a kérdéses sorozat mondjuk a ló evolúciója, akkor így egy fajba kellene sorolni az eocén korú, harminc centiméter hosszú lóőst (Eohippus vagy Hyracotherium) a mai lovakkal. Ez nyilvánvaló képtelenségnek tűnik, bár ismerünk olyan fajokat, ahol jókora méretbeli különbségek vannak néhány elkülönült populációban. Viszont mikor és milyen kritériumok alapján kellene elválasztani egyetlen időpillanatban az evolúció folyamatát új fajnévvel? Ha elágazó vonal alakul ki, melyik ágazat vihetné tovább a fajnevet? Mind az őslénytan, mind a recens élőlényekkel foglalkozók könnyen kerülhetnek olyan helyzetbe, hogy hasonlókat kelljen megválaszolniuk. Amíg azonban a faj nem definiált kellő mértékben, a kérdés megbízhatóan nem eldönthető.
A paleontológusok e szempontból könnyebb helyzetben vannak. Ritka az a szerencsés eset, amikor a leletek széles körű ismereteket képesek nyújtani. Így a Brontotheriidae család, amely az alsó miocéntől az alsó oligocénig, azaz mintegy 15 millió évig létezett, mindössze négy anatómiailag elkülöníthető lelettel ismert. E négy alak nemcsak önálló fajként, hanem önálló nemzetségekként került meghatározásra (Eotitanops borealis – alsó eocén, Manteoceras manteoceras – középső eocén, Protitanotherium emarginatum – felső eocén, Brontotherium platyceras – alsó oligocén). A négy alak annyira eltérő morfológiai jegyeket mutat, hogy önálló nemzetségek felállítása észszerűnek tűnhet. Azonban egyenes fejlődési vonal vezet a 60–80 cm marmagasságú Eotitanopstól az óriástermetű (2,5 m marmagasságú) Brontotheriumig. Ha e 15 millió évben az ember megfigyelte volna a fejlődést, egyetlen időpillanatot vagy aktuális alakot nem tudott volna megjelölni egy új faj kezdeteként, hiszen minden szülőpárnak azonos fajú utódja születik, míg a sorozat elején elhelyezkedő alak nyilván nem lenne képes szaporodni a végeredmény-formával. Ez a rendszertan igazi paradoxonja, és e paradoxon figyelembe vétele nélkül az őslénytan sok elemét – például a tömeges kihalások jelenségét – nem lehet objektíven megítélni.
A mai élővilágban is előfordul hasonló eset: a heringsirályok és az ezüstsirályok Európában két önálló, egymással nem szaporodó fajt alkotnak. Azonban a Föld másik felén a kettő között félúton lévő alakokat találunk, amelyeket folyamatos, egymással probléma nélkül szaporodó formák sorozata köt össze az európaiakkal mindkét irányban. Vajon melyik fajba sorolható a köztes alak? Vagy miért és mikor beszélünk az egyik fajról vagy a másikról?
Az állatvilág felosztása a hagyományos rendszertanban morfológiai jellegek alapján történt. A külsődleges jegyek alapján felállított kategóriák az állatvilág törzsei (phylum, tsz. phylae). A többsejtű állatok három nagy tagozata, sejthalmazosok (Mesozoa), az álszövetesek (Parazoa) és valódi szövetesek (Eumetazoa). Ez a kategorizálás nagyjából fedi a törzsfejlődés sorrendjét, de alapvetően hiányos. Ma vegyesen használják a hagyományos rendszerezést és az újabb keletű kladista rendszertant. Ez utóbbi előnye, hogy a rokonsági viszonyokat is megbízhatóan kezeli, ugyanakkor bonyolult, több szintű rendszer.

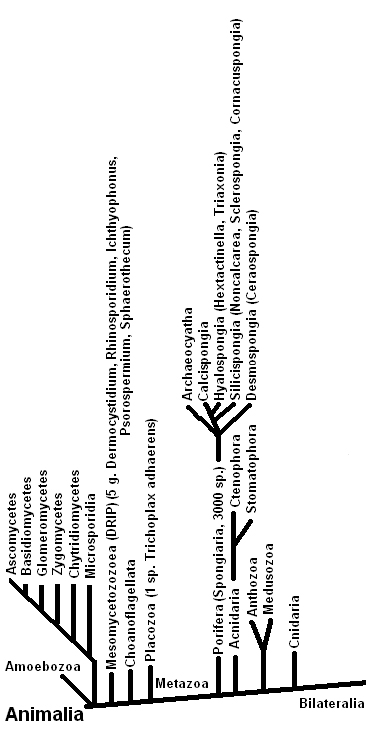
Az állatvilág molekuláris törzsfája a valódi rokonsági fokokkal (Richard Dawkins nyomán)

### Az állatok rendszerezésének egyéb nehézségei
A rendszerezés újabb eredményei néha meglepőek. Ki gondolta volna például, hogy az elefántfélék legközelebbi rokonai a szirtiborzok, míg a többi patástól igencsak nagy távolságra vannak. Az alaki konvergencia – jelen esetben az ellaposodott körmök – jelensége nagy kerékkötője az osztályozásnak. Az evolúció folyamatát figyelembe vevő taxonómiák az úgynevezett kladista rendszertanok lehetnek. A klád olyan csoport, amely tartalmazza az egy közös őstől leszármazó valamennyi utódot. A madarak társasága például egy klád, amely az Archaeopteryxtől kezdve valamennyi madarat tartalmazza. A mai fogalmak szerinti kétéltűek vagy hüllők viszont nem tagosíthatók kládba, mivel mind a kétéltűek, mind a hüllők első közös őse egyben a madarak és emlősök őse is. Ebből mindjárt látható a kladista taxonómia egy óriási hátránya: áttekinthetetlen mennyiségű rendszertani csoportot kellene felállítani. A hüllők osztályát nem tekinthetjük kládnak, de a jelenlegi alosztályait igen. Viszont ezekkel a hüllő alosztályokkal egyenértékű kládot alkotnak a madarak és az emlősök is, tehát ha a hüllők között fel-felbukkanó csoport-ősöket egy-egy klád élére állítjuk, akkor ebből nem lehet kiemelni az emlősöket vagy a madarakat. Vagyis e szempontok szerint a szárazföldi „négylábúak” (Tetrapoda) altörzsét 8 osztály alkotja (lábatlan kétéltűek – Aistopoda, farkos kétéltűek – Urodela vagy Caudata, farkatlan kétéltűek – Anura vagy Salientia,  pikkelyesek – Lepidosauria, zártkoponyájúak – Anapsida, két halántékablakosok – Diapsida vagy Archosauria, madarak – Aves vagy Ornithes, emlősök – Mammalia). Ha a Tetrapodát altörzsként nevezzük meg, akkor a phylum felállításához a négylábúak és egy másik nagy csoport következő közös ősét kell megtalálni, így a törzs klád a Piscest (halak) és a Tetrapodát magában foglaló rendszertani csoport lesz, és valószínűleg Vertebrata lesz a neve (gerincesek). Ezzel azonban a hagyományos taxonómia csoportosítási lehetőségei ki is merültek, pedig még kládba kell foglalni az összes gerincest és gerinchúrost magába foglaló csoportot, majd a gerinchúrosokat a tüskésbőrűekkel és a szelvényezett állatokkal, stb.
A magasabb kategóriák, azaz a gyűjtőcsoportok felállítása sem egyértelmű. A gerincesek egy, a legmagasabb rendszertani kategóriát, törzset alkotnak (Vertebrata). A „gerincesség” szempontjából a gerinchúrosok hol önálló törzsben szerepelnek, hol a gerincesek között. Az újszájúak között általános jelenség a háti idegdúc léte. Ez az idegköteg meglehetősen rossz elhelyezkedésű, ezért kevés az olyan újszájú, amelynél az idegdúc ne burkolódzna kemény tokba. Ez a tok lehet porcos vagy csontos, néha nem marad fenn az egyed egész életében, hanem felszívódik, a porcos tok hossza, elhelyezkedése változó, néha szelvényeződik a mozgathatóság érdekében. A gerinchúr és a porcos gerincoszlop között gyakorlatilag nem létezik éles választóvonal, nincsenek egzakt kritériumok arra, hogy meddig gerinchúr és mitől gerincoszlop. A nyálkahalak és egyes gerinchúrosok között nincs nagy különbség, mégis az előbbiek a gerincesekhez tartoznak. Egy rendszertani szinttel lejjebb hasonló a helyzet a kétéltűekkel. Nincs olyan meghatározás, amely alapján a kétéltűek mind a halaktól, mind a hüllőktől egyértelműen elkülöníthetők – főleg ha a fosszilis alakokat is figyelembe vesszük. A kétéltűség általános jellemzője: petével szaporodás, átalakulással fejlődés, erős vízhez kötöttség az élet több szakaszában. Vagyis a petéből kikelt „lárva” a vízben kezdi meg az életét, a Haeckel-féle biogenetikai szabály alapján egyedfejlődése során végigjárja a törzsfejlődés útját, és szárazföldi állatként fejezi be az életét. A békák között a kétéltűség minden definíciójának az ellenkezője megtalálható. A Centrolene nem a vízen kívül, levelekre rakja petéit, a Dendrobates ebihalai messziről sem látnak vizet, mert a nőstény hátán utazgatnak a szárazon, az Eleutherodactylus szintén a szárazon petézik, és petéiből miniatűr békák kelnek ki (átalakulás nélküli fejlődés), a Nectophrynoides két (N. liberiensis, N. occidentalis) faja kifejezetten elevenszülő, vagyis nem rak petét és kifejlett békát szül, sőt még sziktartalmú petéik sincsenek, az embrió a teljes kifejlődéséig a petevezetékben kiválasztott tápanyagokat használja fel. A Breviceps számos faja igazi sivataglakó. A levelibékák hét nemét a költőbékák alcsaládjába soroljuk, és e költőbéka-félék négy nemének valódi erszényeik vannak, amelyek azonban az erszényes emlősöknél jobb életfeltételeket biztosítanak az utódoknak. Az erszényesekkel ellentétben nemcsak védelmet nyújt az ivadékok számára, de a petekopoltyú és a nőstény béka között élettani kapcsolat alakul ki, amelyben a sűrűn erezett erszényfal oxigénnel és tápanyagokkal látja el az embriókat. Ez a méhlepényes emlősökéhez hasonló, mondhatni azzal egyenértékű „vemhesség”. A békák önmagukban is produkálják a kétéltűektől a hüllők felé vezető evolúciós út összes állomását – sőt még annál is többet –, kizárólag csak a peteburok keményebb héjjá alakulása, azaz a tojás hiányzik.

## Ajánlott magyar nyelvű könyvek
- Anonym (1989): A Zoológiai Nevezéktan Nemzetközi Kódexe – Őslénytani Viták különszám, Magyarhoni Földtani Társaság, Budapest.
- Dudich, E., Loksa, I. (1987): Állatrendszertan – Tankönyvkiadó, Budapest.
- Papp, L.(1996): Zootaxonómia – egységes jegyzet – Állatorvostudományi Egyetem, Budapest.
- Deckert, K. et al (1974): Uránia Állatvilág: halak, kétéltűek, hüllők – Gondolat Kiadó, Budapest.
- Géczy, B. (1989): Őslénytan – Tankönyvkiadó, Budapest.
- Dawkins, Richard. Az Ős meséje: Zarándoklat az élet hajnalához. Partvonal K. (2006). ISBN 978-963-9644-08-3
- Varga, Z.; Rózsa, L.; Papp L.; Peregovits, L. (szerkesztők) 2017. Zootaxonómia: Az állatvilág sokfélesége. Pars Szoftverház Kft., Nagykovácsi. ISBN 978 963 8833945.